# Флаг Ломоносова
Флаг внутригородского муниципального образования город Ломоно́сов в Петродворцовом районе города Санкт-Петербурга Российской Федерации — опознавательно-правовой знак, служащий официальным символом муниципального образования.
Ныне действующий флаг утверждён 16 августа 2007 года и внесён в Государственный геральдический регистр Российской Федерации с присвоением регистрационного номера 3491.
Официальное использование флага служит в целях придания официального статуса деятельности органов местного самоуправления муниципального образования город Ломоносов, муниципальных учреждений, должностных лиц органов местного самоуправления муниципального образования город Ломоносов.

## Описание
«Флаг муниципального образования город Ломоносов представляет собой прямоугольное полотнище с соотношением ширины флага к длине 2:3, воспроизводящее композицию Герба муниципального образования город Ломоносов в белом, зелёном, красном и жёлтом цветах».
Геральдическое описание герба гласит: «В серебряном поле на зелёной земле апельсиновое дерево с червлёным (красным) стволом, зелёной кроной и золотыми плодами»

## Символика
Флаг составлен на основании герба муниципального образования город Ломоносов в соответствии с традициями и правилами вексиллологии и отражает исторические, культурные, социально-экономические, национальные и иные местные традиции.
Гербом муниципального образования город Ломоносов является герб города Ораниенбаума.
Своим возникновением город обязан эпохе формирования парадных пригородов Санкт-Петербурга в XVIII веке. Именно тогда земли на южном берегу Финского залива до Ямбурга Пётр I подарил в подарок герцогу Ингерманландскому А. Д. Меншикову. Среди многих поселений, на этой территории была и мыза Теирис, расположенная на небольшой возвышенности. Меншиков решил построить здесь свою летнюю резиденцию, в которой по моде времени были устроены сады и оранжереи с диковинными растениями. Называние резиденции Ораниенбаум — соответствовало антуражу: в переводе с немецкого оно означает «апельсиновое (точнее, померанцевое) дерево». Некоторые исследователи трактуют топоним как «дерево Оранских» — в честь Вильгельма III Оранского, который был королём Англии и наместником Нидерландов, бывший кумиром Петра I.
23 февраля 1948 года Указом Президиума Верховного Совета РСФСР город Ораниенбаум Ленинградской области был переименован в честь первого русского учёного-естествоиспытателя мирового значения, поэта, художника, историка, много сделавшего для русского просвещения, в город Ломоносов, а Ораниенбаумский район — в Ломоносовский. Переименование объясняется тем, что в окрестностях Ораниенбаума — в Усть-Рудице в 1753 году по проекту М. В. Ломоносова была основана фабрика по варке цветного стекла и изготовлению мозаичных смальт. В 1954 году в городе был открыт памятник М. В. Ломоносову (скульптор — Г. Д. Гликман).
Герб Ораниенбаума был Высочайше утверждён 7 (18) мая 1780 года: «В серебряном поле оранжевое дерево с его плодами». Автор рисунка герба — герольдмейстер А. А. Волков.
После реформы российской геральдики 1857 года в герб Ораниенбаума был добавлен герб Санкт-Петербургской губернии, а также дополнительные украшения вокруг геральдического щита. Основное описание герба города Ораниенбаума гласило: «В серебряном щите оранжевое дерево с золотыми плодами. В вольной части — герб Санкт-Петербургской губернии. Щит увенчан червлёною башенною короною о трёх зубцах и за щитом два, накрест положенные золотые якоря, соединённое Александровскою лентою, согласно Высочайше утверждённым в 1857 году украшениям».
Белый цвет (серебро) — чистота помыслов, невинность, непрочность, правдивость, благородство, надежда, мудрость, мир.
Жёлтый цвет (золото) — верховенство, величие, уважение, великолепие.
Зелёный цвет — символ радости, жизни, изобилия, возрождения природы.

## История
9 января 1998 года, постановлением муниципального совета (без номера), был принят устав муниципального образования «Город Ломоносов» в котором было приведено следующее описание флага:

Город Ломоносов имеет свой флаг — прямоугольное полотнище белого цвета с продольной полосой синего цвета по нижнему краю и изображением герба города.

В этот же день, постановлением муниципального совета (без номера), было утверждено положение о гербе и флаге города, согласно которому описание флага гласило:

Флаг города Ломоносова представляет собой прямоугольное полотнище белого цвета с продольной синей полосой по нижнему краю. Соотношение сторон полотнища 1:2. Соотношение белого и синего полей 3:1. В центре белого поля расположен герб города Ломоносова.

Постановлением муниципального совета муниципального образования город Ломоносов от 8 августа 2005 года № 154 был утверждён устав муниципального образования город Ломоносов в новой редакции, описание флага, приведённое в уставе, гласило:

Прямоугольное полотнище белого цвета с продольной полосой синего цвета по нижнему краю и изображением герба города. Соотношение ширины полотнища к длине составляет 2:3.

Решением муниципального Совета муниципального образования город Ломоносов от 16 августа 2007 года № 234 «О внесении изменений в Постановление Муниципального Совета города Ломоносова от 09.01.1998 года» был утверждён ныне действующий флаг города.